# Cayenne Reggae Festival
Le Cayenne Reggae Festival est un festival de musique organisé chaque année depuis le 30 avril 2012 à Cayenne en Guyane.

## Artistes qui se sont produits au festival
Il y a eu beaucoup d'artistes international  comme Alpha Blondy, Beenie Man, et les I-Threes, anciennes choristes de Bob Marley (Rita Marley, Marcia Griffiths, Judy Mowatt).
Le festival a accueillis beaucoup d'artistes guyanais : Lova Jah, Linda Rey & Blackwood, Nikko & Yin Yang Band, Wailing Roots, BHP Music, Jahyanai King, Moudjahyz, Prof A, Stereosonic Sound.